# SugarCRM Public License
La SugarCRM Public License (SPL) è una licenza applicata a SugarCRM Community Edition, una versione open source del software SugarCRM distribuito dalla SugarCRM Inc..
Nonostante sia basata sulla Mozilla Public License (MPL) e sulla Attribution Assurance License (AAL), questa licenza non è stata approvata né dalla Free Software Foundation come licenza per software libero, né dalla Open Source Initiative (OSI) come licenza open source.
A partire dal luglio 2007, la licenza è stata abbandonata dalla SugarCRM in favore delle licenze di software libero GNU GPL v3.